# West Suffolk (Grafschaft)

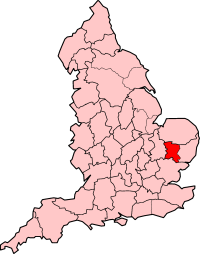
West Suffolk als Verwaltungsgrafschaft (1888–1974)

West Suffolk ist ein Gebiet in der englischen Grafschaft Suffolk, das von 1888 bis 1974 selbst den Status einer Verwaltungsgrafschaft (englisch Administration County) hatte. Der Verwaltungssitz befand sich in Bury St Edmunds.
Als 1888 die Verwaltungsgrafschaften eingeführt wurden, wurde die traditionelle Grafschaft Suffolk in drei selbständige Gebiete, West Suffolk und East Suffolk sowie Ipswich als County Borough, aufgeteilt. Dies wurde jedoch mit der Kommunalreform 1974 wieder rückgängig gemacht. Intern gliederte sich East Suffolk in Municipal Boroughs sowie Urban und Rural Districts.
Seit April 2019 gibt es West Suffolk wieder als Verwaltungseinheit, nun als Distrikt und in geringerem räumlichen Umfang.